# Choroby wirusowe
Choroby wirusowe, infekcje wirusowe — choroby zakaźne wywoływane przez obecność wirusów w organizmie. W zależności od rodzaju wirusa oraz stanu zdrowia zakażonej osoby, wirusy mogą zakazić prawie każdą komórkę oraz tkankę ciała, od mózgu do skóry. 
Choroby wirusowe nie mogą być leczone za pomocą typowych antybiotyków (antybiotyków antybakteryjnych). W istocie, w niektórych przypadkach użycie antybiotyku antybakteryjnego może wywołać skutki uboczne, komplikujące chorobę zakaźną. Duża część ludzkich chorób wirusowych może zostać zwalczona za pomocą układu odpornościowego, z mniej znaczną pomocą właściwej diety, nawodnienia oraz odpoczynku. W przypadku innych chorób wirusowych leczenie jest zależne od rodzaju oraz położenia wirusa; może obejmować także użycie antybiotyków antywirusowych lub innych leków.
Przykładowymi chorobami wirusowymi są grypa, ospa wietrzna, świnka oraz różyczka.